# Данилевский, Александр Сергеевич
Алекса́ндр Серге́евич Даниле́вский (19 февраля [4 марта] 1911, Олефировка, Полтавская губерния — 27 июня 1969, Ленинград) — советский энтомолог, один из основоположников теории фотопериодизма насекомых, автор классической монографии «Фотопериодизм и сезонное развитие насекомых» (1961). Праправнук Пушкина и внучатый племянник Гоголя.

## Биография
А. С. Данилевский — родственник А. С. Пушкина и Н. В. Гоголя. Его бабушка, Мария Александровна Быкова, была внучкой А. С. Пушкина, а дедушка, Николай Владимирович Быков, — племянником Н. В. Гоголя. По отцовской линии он — родственник известного писателя конца XIX века Григория Петровича Данилевского, автора нескольких исторических романов, в том числе и о Емельяне Пугачеве (отец Александра Сергеевича — Сергей Дмитриевич Данилевский, внучатый племянник писателя).
Под руководством научного сотрудника Полтавского городского музея, орнитолога Н. И. Гавриленко, будучи школьником, Александр Сергеевич Данилевский и его друг Евгений Семенович Миляновский (оба стали энтомологами) получили начальное биологическое образование. В 1930 году Данилевский окончил среднюю школу в Ленинграде, куда он приехал к тётке, жене известного советского историка Б. Д. Грекова. Продолжить биологическое образование в университете Данилевскому не удалось: из-за дворянского происхождения он не был принят в Ленинградский университет и в 1930 году поступил в Институт прикладной зоологии и фитопатологии, который окончил в 1933 году.
После окончания института был направлен агрономом в отдаленный колхоз Казахстана. Но в 1936 году его вернули в Ленинград, где он получил возможность поступить в аспирантуру кафедры энтомологии Ленинградского университета.
Во время Великой Отечественной войны был ополченцем, старшиной роты в отдельном артиллерийско-пулемётном батальоне Василеостровской дивизии народного ополчения, а затем санинструктором.
В сентябре 1941 года стал лейтенантом медицинской службы.
В 1943 году Александр Данилевский был помощником начальника медико-эпидемиологического отдела Ленинградского фронта.
За большие заслуги в борьбе с туляремией (особо опасной болезнью в условиях блокады) капитан медицинской службы Данилевский А. С., врач-специалист санитарно-эпидимиологического отряда № 82 военно-санитарного управления Ленинградского фронта, был награждён орденом Красной Звезды. Также награждён медалью «За оборону Ленинграда».
Похоронен на Серафимовском кладбище Санкт-Петербурга.

## Научная биография
А. С. Данилевский связал свою жизнь с кафедрой энтомологии Ленинградского университета. Здесь он защитил две диссертации (доктор биологических наук, 1962), стал заведующим кафедрой (с 1955), затем деканом биофака (с 1966) и крупным учёным с мировым именем. Одновременно с заведованием кафедрой А. С. Данилевский руководил отделением чешуекрылых лаборатории систематики Зоологического института АН.
Круг научных интересов А. С. Данилевского был чрезвычайно широк. В него входили как экология и физиология, так и систематика насекомых. Данилевский создал школу эколого-физиологического направление в энтомологии. Основные исследования этого направления касались изучения фотопериодизма и сезонно-циклических явлений у членистоногих. Результатом стала разработка теории фотопериодизма членистоногих (фотопериодическая синхронизация годичного цикла насекомых с сезонными изменениями), нашедшая отражение в монографии «Фотопериодизм и сезонное развитие насекомых» (1961). Изучая систематику чешуекрылых, А. C. Данилевский создал новую, основанную на их морфологии и экологии, систему палеарктических плодожорок.
После периода лысенковщины А. С. Данилевский принял участие в создании первого учебника по общей биологии для 10 класса («Общая биология», М., 1964). В этом учебнике им написан раздел «Организм и среда».

## Основные труды
- Данилевский А. С. Фотопериодизм и сезонное развитие насекомых. — Л.: Изд-во ЛГУ, 1961. — 243 с.
- Данилевский А. С., Кузнецов В. И. Листовёртки Tortricidae. Триба плодожорки Laspeyresiini. — Л., 1968. — (Фауна СССР. Насекомые чешуекрылые, т. 5, в. 1, Новая серия, № 98).

## Семья[1]
- Первая жена (с 1933 года) — Мария (фамилия и отчество неизвестны) (ок. 1901 — ?).
- Вторая жена (с 12 сентября 1940) — Галина Григорьевна Шельдешова (род. 31 декабря 1915).
  - Сын — геолог Сергей Александрович Данилевский (1941—2018)